# Schrepel

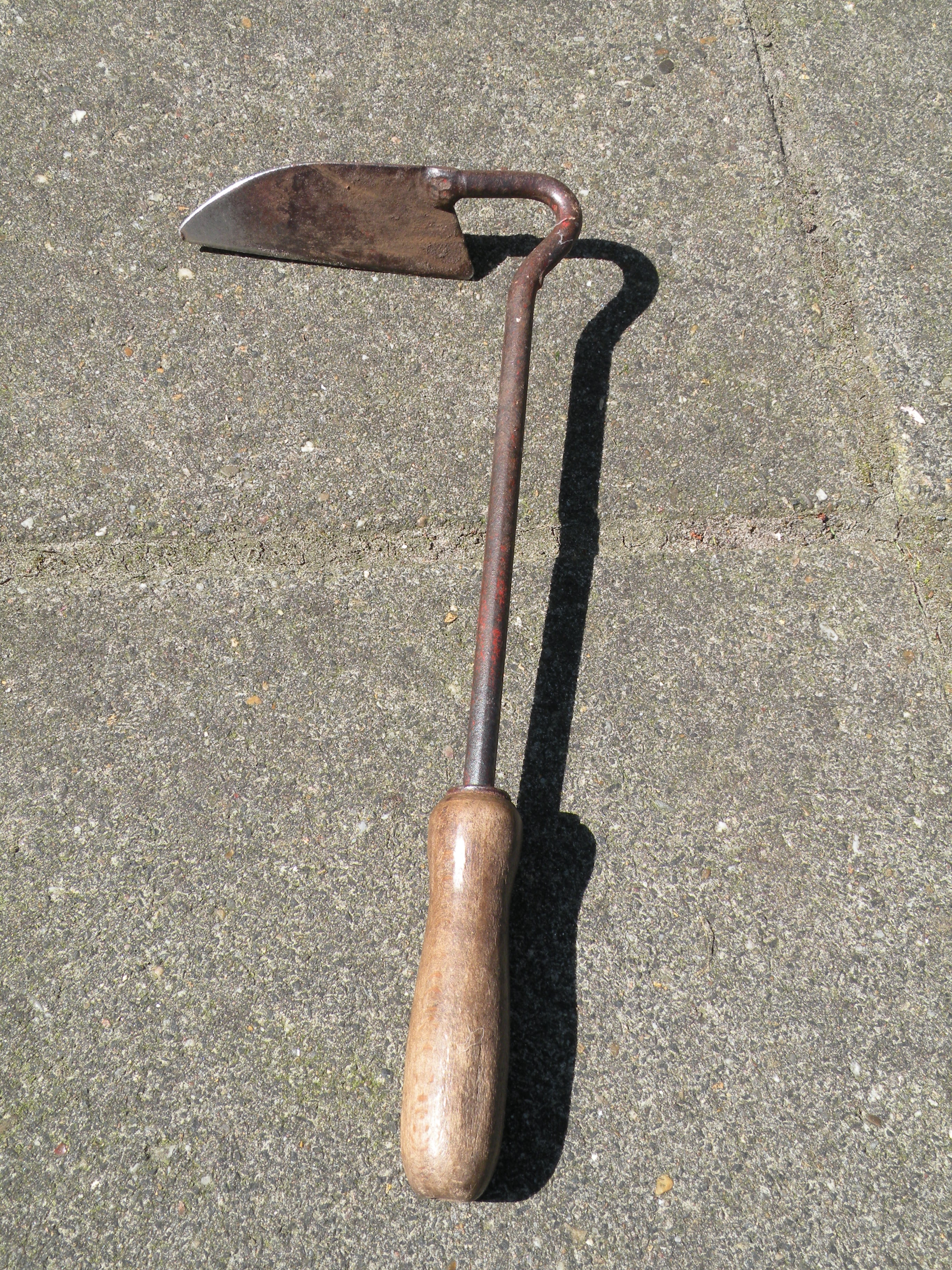
Schrepel

Een schrepel is een klein handwerktuig dat gebruikt wordt voor het wieden van onkruid in de tuin.
Een schrepel is een kleine versie van de hak. In plaats van een steel heeft het een handvat. Het blad ervan kan verschillend van vorm zijn, vaak heeft het de vorm van een halve maan.
De schrepel wordt in tuinen vooral gebruikt tussen vaste, en eenjarige planten. Het gebruik van een schoffel of hak is niet altijd mogelijk, omdat de planten vaak dicht op elkaar staan. Met een schrepel gaat het dikwijls wel, en kan men het onkruid tussen de planten weghalen zonder deze te beschadigen.
Net als de hak werden schrepels vroeger in de landbouw gebruikt om onkruid te bestrijden en overtollige planten te verwijderen, bijvoorbeeld in de bieten- en witlofteelt. De schrepels hadden speciaal voor het doel aangepaste breedten. De opkomst van herbiciden en eenkiemig pillenzaad maakte de schrepel in de landbouw overbodig.